# Marika Kilius
Marika Kilius, po mężu Zahn, następnie Schäfer (ur. 21 marca 1943 we Frankfurcie nad Menem) – niemiecka łyżwiarka figurowa reprezentująca RFN, startująca w parach sportowych z Franzem Ningelem, a następnie z Hansem-Jürgenem Bäumlerem. Dwukrotna wicemistrzyni olimpijska ze Squaw Valley (1960) i Innsbrucka (1964), uczestniczka igrzysk olimpijskich w Cortinie d’Ampezzo (1956), dwukrotna mistrzyni (1963, 1964) i dwukrotna wicemistrzyni świata (1967, 1959), 6-krotna mistrzyni Europy (1959–1964), 7-krotna mistrzyni RFN.
W 1964 r. Międzynarodowy Komitet Olimpijski oficjalnie odebrał parze Kilius / Bäumler ich srebrne medale igrzysk olimpijskich z Innsbrucka, ponieważ podpisali oni profesjonalny kontrakt tuż przed igrzyskami. W 1966 roku para oddała swoje medale, ale w 1987 roku niemiecki komitet olimpijski przekazał im medale zastępcze. W 2006 roku obydwoje zasiadali w jury niemieckiego programu telewizyjnego Dancing on Ice. 
W 1964 roku Kilius wyszła za mąż za Wernera Zahna, syna właściciela fabryki we Frankfurcie nad Menem. Kilius rozwiodła się zarówno z pierwszym jak i drugim mężem, z którym ma dwoje dzieci: Saschę i Melanie Schäfer.
W 2011 roku Kilius i Bäumler zostali uhonorowani w Niemieckiej Galerii Sław Sportu. 

## Osiągnięcia

### Z Hansem-Jürgenem Bäumlerem
| Zawody               | 1958           | 1959           | 1960           | 1961           | 1962           | 1963           | 1964           |                |                |                |                |                |                |                |                |                |                |
| Międzynarodowe       | Międzynarodowe | Międzynarodowe | Międzynarodowe | Międzynarodowe | Międzynarodowe | Międzynarodowe | Międzynarodowe | Międzynarodowe | Międzynarodowe | Międzynarodowe | Międzynarodowe | Międzynarodowe | Międzynarodowe | Międzynarodowe | Międzynarodowe | Międzynarodowe | Międzynarodowe |
| -------------------- | -------------- | -------------- | -------------- | -------------- | -------------- | -------------- | -------------- | -------------- | -------------- | -------------- | -------------- | -------------- | -------------- | -------------- | -------------- | -------------- | -------------- |
| Igrzyska olimpijskie |                |                | 2              |                |                |                | 2              |                |                |                |                |                |                |                |                |                |                |
| Mistrzostwa świata   | 6              | 2              | 3              |                |                | 1              | 1              |                |                |                |                |                |                |                |                |                |                |
| Mistrzostwa Europy   | 5              | 1              | 1              | 1              | 1              | 1              | 1              |                |                |                |                |                |                |                |                |                |                |
| Krajowe              |                |                |                |                |                |                |                |                |                |                |                |                |                |                |                |                |                |
| Mistrzostwa RFN      | 1              | 1              | 2              | 2              | 2              | 1              | 1              |                |                |                |                |                |                |                |                |                |                |

### Z Franzem Ningelem
| Zawody               | 1954           | 1955           | 1956           | 1957           |                |                |                |                |                |                |                |                |                |                |                |                |                |
| Międzynarodowe       | Międzynarodowe | Międzynarodowe | Międzynarodowe | Międzynarodowe | Międzynarodowe | Międzynarodowe | Międzynarodowe | Międzynarodowe | Międzynarodowe | Międzynarodowe | Międzynarodowe | Międzynarodowe | Międzynarodowe | Międzynarodowe | Międzynarodowe | Międzynarodowe | Międzynarodowe |
| -------------------- | -------------- | -------------- | -------------- | -------------- | -------------- | -------------- | -------------- | -------------- | -------------- | -------------- | -------------- | -------------- | -------------- | -------------- | -------------- | -------------- | -------------- |
| Igrzyska olimpijskie |                |                | 4              |                |                |                |                |                |                |                |                |                |                |                |                |                |                |
| Mistrzostwa świata   |                | 7              | 3              | 2              |                |                |                |                |                |                |                |                |                |                |                |                |                |
| Mistrzostwa Europy   |                | 3              | 3              | 3              |                |                |                |                |                |                |                |                |                |                |                |                |                |
| Krajowe              |                |                |                |                |                |                |                |                |                |                |                |                |                |                |                |                |                |
| Mistrzostwa RFN      | 2              | 1              | 1              | 1              |                |                |                |                |                |                |                |                |                |                |                |                |                |